# سام سميث (لاعب كرة قدم بريطاني)
سام سميث (بالإنجليزية: Sam Smith)‏ هو لاعب كرة قدم بريطاني في مركز الهجوم، ولد في 8 مارس 1998 في مانشستر في المملكة المتحدة. لعب مع نادي ريدنغ.

## وصلات خارجية
- سام سميث (لاعب كرة قدم بريطاني) على موقع قاعدة بيانات كرة القدم.إي يو (الإنجليزية)
- سام سميث (لاعب كرة قدم بريطاني) على موقع Soccerway.com (الإنجليزية)